# Agreste Potiguar (microregio)
Agreste Potiguar is een van de 19 microregio's van de Braziliaanse deelstaat Rio Grande do Norte. Zij ligt in de mesoregio Agreste Potiguar en grenst aan de microregio's Baixa Verde, Angicos, Borborema Potiguar, Curimataú Oriental (PB), Guarabira (PB), Litoral Norte (PB), Litoral Sul, Macaíba en Litoral Nordeste. De microregio heeft een oppervlakte van ca. 3.488 km². In 2006 werd het inwoneraantal geschat op 223.004.
Tweeëntwintig gemeenten behoren tot deze microregio:
- Bom Jesus
- Brejinho
- Ielmo Marinho
- Januário Cicco
- Jundiá
- Lagoa d'Anta
- Lagoa de Pedras
- Lagoa Salgada
- Monte Alegre
- Nova Cruz
- Passa-e-Fica
- Passagem
- Riachuelo
- Santa Maria
- Santo Antônio
- São Paulo do Potengi
- São Pedro
- Senador Elói de Souza
- Serra Caiada
- Serrinha
- Várzea
- Vera Cruz

Mesoregio's: Agreste Potiguar · Central Potiguar · Leste Potiguar · Oeste Potiguar

Microregio's: Angicos · Agreste Potiguar · Baixa Verde · Borborema Potiguar · Chapada do Apodi · Litoral Nordeste · Litoral Sul · Macaíba · Macau · Médio Oeste · Mossoró · Natal · Pau dos Ferros · Seridó Ocidental · Seridó Oriental · Serra de São Miguel · Serra de Santana · Umarizal · Vale do Açu